# Абдул Латіф Дайфалла
Абдул Латіф Дайфалла (араб. عبد اللطيف ضيف الله; нар. 1930-2019) – єменський військовик і політик, двічі прем'єр-міністр Північного Ємену